# Der Hase mit der roten Nase
Der Hase mit der roten Nase ist ein als illustriertes Kinderbuch veröffentlichtes Gedicht des deutschen Schriftstellers Helme Heine. Es erschien zuerst 1987 im Verlag von Gertraud Middelhauve, 2016 brachte Beltz die 14. Auflage auf den Markt.

## Inhalt
Das Gedicht handelt von einem Hasen mit einem blauen Ohr und einer roten Nase. Die anderen Tiere wundern sich, wo ein solcher Hase herkäme. Durch sein besonderes Aussehen erkennt der Fuchs den Hasen nicht, woraufhin sich der Hase über seine Besonderheit freut: „Wie schön ist meine Nase/und auch mein blaues Ohr!/Das kommt so selten vor!“

## Pädagogische Verwendung
Das Gedicht ist bekannt und kann im Rahmen der generativen Textbildung eingesetzt werden. Bei handlungsorientierter Darbietung ermöglicht das Gedicht auch bei Kindern mit geringen deutschen Sprachkenntnissen Textverständnis. Bei der Arbeit mit dem Gedicht können Kinder hoch strukturiert und in rhythmisierter Form mehrere grammatikalische Phänomene verarbeiten.
Barbara Brüning empfiehlt das Buch für den Ethikunterricht in der Grundschule, um das Thema „Anderssein“ zu thematisieren. Auch der Verlag ordnet es unter den Stichpunkten „Anderssein“ und „Toleranz“ ein.